# Lynn Varley
Lynn Varley ist eine US-amerikanische Comic-Coloristin. Sie ist für ihre Arbeiten mit ihrem damaligen Ehemann Frank Miller bekannt.
Varleys erste Veröffentlichung war die sechsteilige Serie Ronin von Frank Miller. Es folgten die weltbekannten Comicwerke Batman – Die Rückkehr des Dunklen Ritters, Elektra lebt! und 300. Für letztere Serie erhielt sie 1999 den Eisner Award und den Harvey Award als besten Coloristen. 2005 wurde sie von Frank Miller geschieden.

## Werke
- 1983–1984: Ronin (6tlg. Serie für DC Comics)
- 1986: Batman – Die Rückkehr des Dunklen Ritters (Batman: The Dark Knight Returns, 4tlg. Serie für DC Comics)
- 1990: Elektra lebt! (Elektra Lives Again, Album)
- 1995: The Big Guy and Rusty the Boy Robot (2tlg Serie für Dark Horse Comics)
- 1998: 300 (5tlg Serie für Dark Horse Comics)
- 2001–2002: Batman – der dunkle Ritter schlägt zurück (Batman: The Dark Knight Strikes Again, 3tlg Serie für DC Comics)